# Resolución 200 del Consejo de Seguridad de las Naciones Unidas
La resolución 200 del Consejo de Seguridad de las Naciones Unidas, adoptada por unanimidad el 15 de marzo de 1965, después de examinar la solicitud de la Gambia para la membresía en las Naciones Unidas, el Consejo recomendó a la Asamblea General que la República de Gambia fuese admitida.